# 长萼马醉木
长萼马醉木（学名：Pieris swinhoei）为杜鹃花科马醉木属下的一个种。